# یواس‌اس لرتس (ای‌آر-۲۰)
یواس‌اس لرتس (ای‌آر-۲۰) (به انگلیسی: USS Laertes (AR-20)) یک کشتی بود که طول آن 441 feet 6 inches بود. این کشتی در سال ۱۹۴۴ ساخته شد.